# Trayectoria hiperbólica

La línea azul en esta imagen muestra un ejemplo de una trayectoria hiperbólica

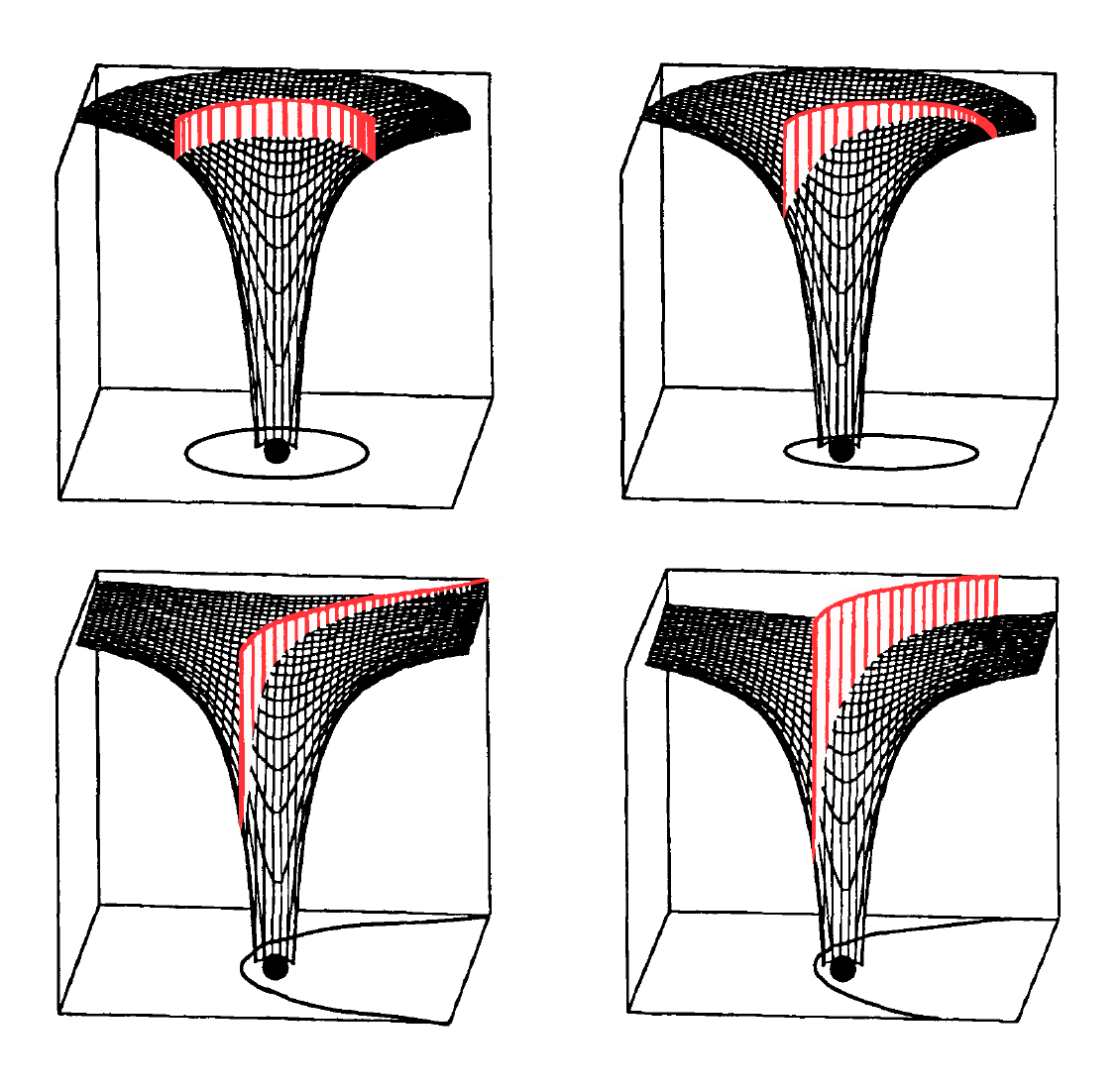
En el cuadrante inferior derecho de este diagrama se representa una trayectoria hiperbólica, donde el pozo de potencial gravitacional de la masa central muestra el valor de la energía potencial, y la energía cinética de la trayectoria hiperbólica se muestra en rojo. La altura de la energía cinética disminuye a medida que la velocidad disminuye y aumenta la distancia, de acuerdo con las leyes de Kepler. La parte de la energía cinética que permanece por encima de la energía total cero es la asociada con el exceso de velocidad hiperbólica.

En astrodinámica o mecánica celeste, una trayectoria hiperbólica es el recorrido descrito por un objeto con velocidad superior a la necesaria para escapar de la atracción gravitatoria de un cuerpo central. El nombre deriva del hecho de que de acuerdo con la teoría newtoniana, tal órbita tiene la forma de una hipérbola. En términos más técnicos, esto puede expresarse por la condición de que la excentricidad orbital sea mayor que uno.
Bajo suposiciones simplificadas, un cuerpo que viaje con esta trayectoria se dirigirá hacia el infinito, manteniendo una velocidad excedente final en relación con el cuerpo central. De forma similar a las trayectorias parabólicas, todas las trayectorias hiperbólicas son también trayectorias de escape. La energía específica de una órbita de trayectoria hiperbólica es positiva.
Los sobrevuelos planetarios que se valen de la asistencia gravitatoria, se pueden describir dentro de la esfera de influencia del planeta usando trayectorias hiperbólicas.

## Parámetros que describen una trayectoria hiperbólica
Al igual que una órbita elíptica, se puede definir una trayectoria hiperbólica para un sistema dado (ignorando la orientación) por su semieje mayor y su excentricidad. Sin embargo, con las órbita hiperbólica también se trabaja con otros parámetros que pueden ser más útiles para comprender el movimiento de un cuerpo. La siguiente tabla enumera los parámetros principales que describen la ruta del cuerpo siguiendo una trayectoria hiperbólica alrededor de otro bajo supuestos estándar, y la fórmula que los relaciona.
| Elemento                             | Símbolo                           | Fórmula                                    | uso de {\displaystyle v_{\infty }} (o {\displaystyle a}), y {\displaystyle b} |
| ------------------------------------ | --------------------------------- | ------------------------------------------ | ----------------------------------------------------------------------------- |
| Parámetro gravitacional estándar     | {\displaystyle \mu \,}            | {\displaystyle {\frac {v^{2}}{(2/r-1/a)}}} | {\displaystyle bv_{\infty }^{2}\cot \theta _{\infty }}                        |
| Exentricidad (>1)                    | {\displaystyle e}                 | {\displaystyle {\frac {\ell }{r_{p}}}-1}   | {\displaystyle {\sqrt {1+b^{2}/a^{2}}}}                                       |
| Semieje mayor (<0)                   | {\displaystyle a\,\!}             | {\displaystyle 1/(2/r-v^{2}/\mu )}         | {\displaystyle -\mu /v_{\infty }^{2}}                                         |
| Exceso de velocidad hiperbólico      | {\displaystyle v_{\infty }}       | {\displaystyle {\sqrt {-\mu /a}}}          |                                                                               |
| Ángulo entre asíntotas (externo)     | {\displaystyle \theta _{\infty }} | {\displaystyle 2\cos ^{-1}(1/e)}           | {\displaystyle 2\tan ^{-1}(b/a)}                                              |
| Parámetro de impacto (semieje mayor) | {\displaystyle b}                 | {\displaystyle a{\sqrt {e^{2}-1}}}         | {\displaystyle }                                                              |
| Semianchura recta                    | {\displaystyle \ell }             | {\displaystyle a(1-e^{2})}                 | {\displaystyle b^{2}/a=h^{2}/\mu }                                            |
| Distancia periapsial                 | {\displaystyle r_{p}}             | {\displaystyle a(1-e)}                     | {\displaystyle {\sqrt {a^{2}+b^{2}}}+a}                                       |
| Energía orbital específica           | {\displaystyle \varepsilon }      | {\displaystyle -\mu /2a}                   | {\displaystyle v_{\infty }^{2}/2}                                             |
| Momento angular específico           | {\displaystyle h}                 | {\displaystyle {\sqrt {\mu \ell }}}        | {\displaystyle bv_{\infty }}                                                  |

### Semieje mayor, energía y exceso de velocidad hiperbólica
El semieje mayor ({\displaystyle a\,\!}) no se puede apreciar inmediatamente en una trayectoria hiperbólica, pero se puede construir como la distancia desde el periápside hasta el punto donde se cruzan las dos asíntotas. Usualmente, por convención, es negativo, de forma consistente con varias ecuaciones relacionadas con órbitas elípticas.
El semieje mayor está directamente relacionado con la energía orbital específica ({\displaystyle \epsilon \,}) o con la energía característica {\displaystyle C_{3}} de la órbita, y con la velocidad que alcanza el cuerpo cuando la distancia tiende al infinito, es decir, la velocidad hiperbólica excedente ({\displaystyle v_{\infty }\,\!}).
{\displaystyle v_{\infty }^{2}=2\epsilon =C_{3}=-\mu /a} o {\displaystyle a=-{\mu /{v_{\infty }^{2}}}}
donde: {\displaystyle \mu =Gm\,\!} es el parámetro gravitacional estándar y {\displaystyle C_{3}} es la energía característica, comúnmente utilizada en la planificación de misiones interplanetarias
Téngase en cuenta que la energía total es positiva en el caso de una trayectoria hiperbólica (mientras que es negativa para una órbita elíptica).

### Excentricidad y ángulo entre aproximación y salida
Con una trayectoria hiperbólica, la excentricidad orbital ({\displaystyle e\,}) es mayor que 1. La excentricidad está directamente relacionada con el ángulo entre las asíntotas. Con una excentricidad justo por encima de 1, la hipérbola tiene una forma aguda de '"v". Con {\displaystyle e={\sqrt {2}}} las asíntotas están en ángulo recto. Con {\displaystyle e>2}, las asíntotas están a más de 120° de separación, y la distancia del periápside es mayor que el semieje mayor. A medida que la excentricidad aumenta, el movimiento se aproxima a una línea recta.
El ángulo entre la dirección de la periapsis y una asíntota del cuerpo central es la anomalía verdadera, ya que la distancia tiende al infinito ({\displaystyle \theta _{\infty }\,}), por lo que {\displaystyle 2\theta _{\infty }\,} es el ángulo externo entre las direcciones de aproximación y de salida (entre asíntotas). Entonces
{\displaystyle \theta {_{\infty }}=\cos ^{-1}(1/e)\,} o {\displaystyle e=1/\cos \theta {_{\infty }}\,}

### Parámetro de impacto y distancia de aproximación más cercana

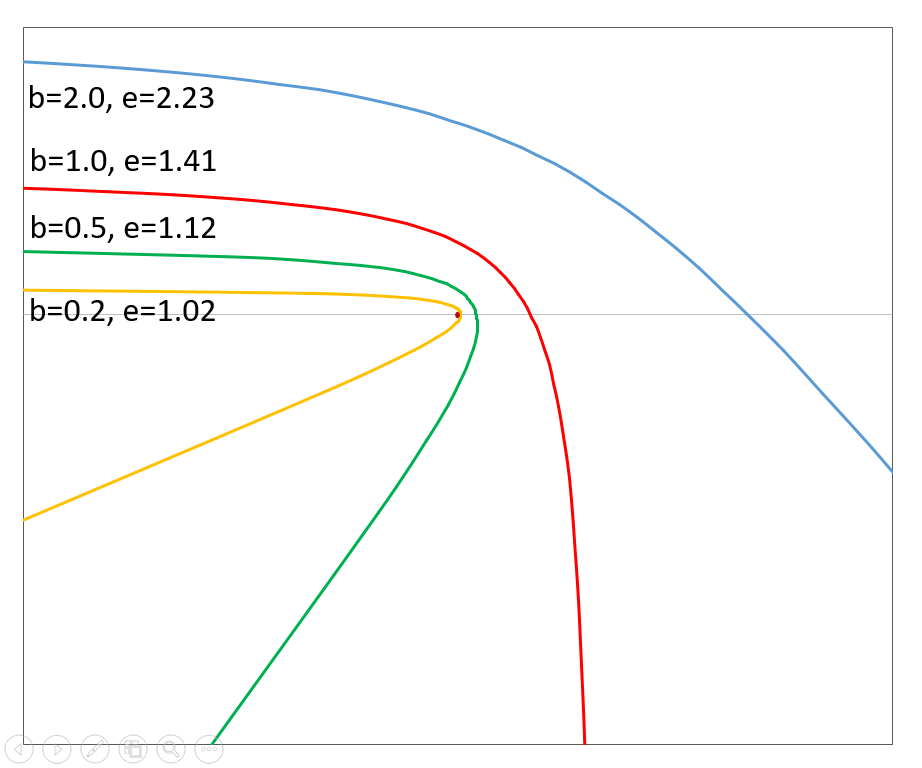
Trayectorias hiperbólicas de objetos que se acercan al objeto central (punto pequeño) con el mismo exceso de velocidad hiperbólica (y semieje mayor (= 1)) y desde la misma dirección pero con diferentes parámetros de impacto y excentricidades. La línea amarilla de hecho pasa alrededor del punto central, acercándose a él de cerca.

El parámetro de impacto es la distancia por la cual un cuerpo, si continúa en un camino sin perturbaciones, pasará junto al cuerpo central en su punto más cercano. Con cuerpos que experimentan fuerzas gravitatorias y siguen trayectorias hiperbólicas, es igual al semieje menor de la hipérbola.
En la situación de una nave espacial o de un cometa que se acercan a un planeta, el parámetro de impacto y el exceso de velocidad se conocen con precisión. Si se conocen las características del cuerpo central, es posible determinar la trayectoria, incluyendo  la mínima distancia (es decir, la máxima aproximación) en el periápside. Si esta distancia es menor que el radio del planeta, se debe esperar un impacto. La distancia de aproximación más cercana, o distancia del periápside, viene dada por:
 
{\displaystyle r_{p}=a(e-1)=\mu /v{_{\infty }}^{2}({\sqrt {1+(bv{_{\infty }}^{2}/\mu )^{2}}}-1)}
Entonces, si un cometa se aproxima a la Tierra (radio efectivo ~ 6400 km) con una velocidad de 12,5 km/s (la velocidad de acercamiento mínima aproximada de un cuerpo que proviene del exterior del Sistema solar), entonces para evitar la colisión su parámetro de impacto necesitará ser de al menos 8600 km, un 34% más que el radio de la Tierra. Un cuerpo que se aproxima a Júpiter (radio 70 000 km) desde el Sistema Solar exterior con una velocidad de 5,5 km/h, para evitar la colisión necesitará que el parámetro de impacto sea de al menos 770 000 km (unas once veces el radio de Júpiter).
Si no se conoce la masa del cuerpo central, su parámetro gravitacional estándar, y por lo tanto su masa, puede determinarse por la deflexión del cuerpo más pequeño junto con el parámetro de impacto y la velocidad de aproximación. Debido a que típicamente todas estas variables se pueden determinar con precisión, un sobrevuelo de una nave espacial proporcionará una buena estimación de la masa de un cuerpo.
{\displaystyle \mu =bv_{\infty }^{2}\tan \delta /2} donde {\displaystyle \delta =2\theta _{\infty }-\pi } es el ángulo que el cuerpo más pequeño es desviado de una línea recta en su curso.

## Ecuaciones del movimiento

### Posición
En una trayectoria hiperbólica, la anomalía verdadera {\displaystyle \theta } está vinculada a la distancia entre los cuerpos en órbita ({\displaystyle r\,}) por la ecuación orbital:
{\displaystyle r={\frac {\ell }{1+e\cdot \cos \theta }}}
La relación entre la verdadera anomalía θ y la anomalía excéntrica E es:
{\displaystyle \cosh {E}={{\cos {\theta }+e} \over {1+e\cdot \cos {\theta }}}}  o  {\displaystyle \tan {\frac {\theta }{2}}={\sqrt {\frac {e+1}{e-1}}}\cdot \tanh {\frac {E}{2}}}
La anomalía excéntrica E está relacionada a su vez con la anomalía media M de la ecuación de Kepler:
{\displaystyle M=e\sinh E-E}
La anomalía media es proporcional al tiempo
{\displaystyle M={\sqrt {\frac {\mu }{-a^{3}}}}.(t-\tau ),} donde μ es un parámetro gravitacional estándar y a es el semieje mayor de la órbita.

### Ángulo de la trayectoria de vuelo
El ángulo de la trayectoria de vuelo (φ) es el ángulo formado entre la dirección de la velocidad y la dirección perpendicular a la radial, por lo que es cero en el periápside y tiende a 90 grados en el infinito.
{\displaystyle \tan(\phi )={\frac {e\cdot \sin \theta }{1+e\cdot \cos \theta }}}

### Velocidad
Bajo los supuestos comunes, la velocidad orbital ({\displaystyle v\,}) de un cuerpo que viaja en una "trayectoria hiperbólica" puede calcularse a partir de la ecuación vis-viva como:
{\displaystyle v={\sqrt {\mu \left({2 \over {r}}-{1 \over {a}}\right)}}}
donde:
- {\displaystyle \mu \,} es el parámetro gravitacional estándar,
- {\displaystyle r\,} es la distancia radial del cuerpo en órbita del cuerpo central,
- {\displaystyle a\,\!} es el semieje mayor (con signo negativo).

Bajo suposiciones estándar, en cualquier posición de la órbita, se cumple la siguiente relación para la velocidad orbital ({\displaystyle v\,}), la velocidad de escape local ({\displaystyle {v_{esc}}\,}) y el exceso de velocidad hiperbólica ({\displaystyle v_{\infty }\,\!}):
{\displaystyle v^{2}={v_{esc}}^{2}+{v_{\infty }}^{2}}
Téngase en cuenta que esto significa que un delta-v adicional relativamente pequeño que se necesita para acelerar a la velocidad de escape da como resultado una velocidad relativamente grande en el infinito. Por ejemplo, en un lugar donde la velocidad de escape es de 11.2 km/s, la adición de 0.4 km/s produce un exceso de velocidad hiperbólica de 3.02 km/s.
{\displaystyle {\sqrt {11.6^{2}-11.2^{2}}}=3.02}
Este es un ejemplo del Efecto Oberth. Lo contrario también es cierto: un cuerpo no necesita reducir mucho su velocidad en relación con su exceso de velocidad hiperbólica (por ejemplo, mediante la resistencia atmosférica cerca del periápside) para que la velocidad caiga por debajo de la velocidad de escape y así pueda ser capturado por la gravedad del cuerpo principal.

## Trayectoria hiperbólica radial
Una trayectoria hiperbólica radial es un movimiento sobre una línea recta no periódico, en el que la velocidad relativa de los dos objetos siempre excede la velocidad de escape. Hay dos casos: los cuerpos se alejan entre sí o se acercan el uno hacia el otro. Esta situación se reduce a una órbita hiperbólica con un semieje menor = 0 y excentricidad = 1. Aunque la excentricidad es 1, esta no se trata de una órbita parabólica.

## Problema relativista de los dos cuerpos
En el contexto del problema de los dos cuerpos en la relatividad general, las trayectorias de objetos con suficiente energía para escapar de la atracción gravitatoria de otro ya no tienen forma de hipérbola. No obstante, el término "trayectoria hiperbólica" se sigue utilizando para describir órbitas de este tipo.